# Столяр Оксана Борисівна
Оксана Борисівна Столяр (нар. 7 грудня 1955, Кременець, Тернопільська область) — український науковець у галузях біології та біохімії, доктор біологічних наук (2004), професор (2004). Відмінник освіти України (2005).

## Життєпис
Оксана Столяр народилася 7 грудня 1955 року в місті Кременці на Тернопільщині.
Закінчила Львівський університет (1977). Працювала лаборанткою катедри біохімії Львівського державного університету імені Івана Франка (1977—1979). Від 1982 — асистент, від 1989 — доцент, від 2005 — професор катедри хімії та методики її навчання Тернопільського педагогічного інституту (нині національний університет).

## Доробок
Автор понад 200 наукових праць (87 публікацій зареєстровані в базі даних Scopus (h-індекс 21); більшість з них належить до квартилей 1 і 2 (Q1, Q2), де є відповідальним автором), 19 навчальних посібників (8 з грифом МОН України), 12 патентів та 7 оглядових статей, монографій та розділів монографій.
Входить до переліку ТОП 1000 українських науковців в базі даних Scopus 2024. Під її керівництвом виконано 12 міжнародних білатеральних проєктів, фінансованих МОН України, Фондом Фундаментальних досліджень ДФФД та Фондом цивільних досліджень та розвитку США (CRDF Global).
Член редколегії фахового видання «Наукові записки Тернопільського національного педагогічного університету імені Володимира Гнатюка». Член спеціалізованих вчених рад ТНПУ, Чернівецького національного університету.
Сфера наукових досліджень — екологія та еволюційна біохімія.